# Хосе Марія Мовілья
Хосе Марія Мовілья (ісп. José María Movilla, нар. 8 лютого 1975, Мадрид) — іспанський футболіст, що грав на позиції півзахисника, зокрема за клуби «Атлетіко» та «Реал Сарагоса», у складі якого — володар Кубка і Суперкубка Іспанії. 

## Ігрова кар'єра
Народився 8 лютого 1975 року в Мадриді. Вихованець футбольної школи клубу «Реал Мадрид».
У дорослому футболі дебютував 1994 року виступами за нижчоліговий «Москардо». Протягом сезону грав в оренді за «Нумансію», а 1997 року перейшов до «Оренсе», звідки за рік отримав запрошення до «Малаги». У складі «Малаги» за два роки здолав шлях від Сегунди Б до Прімери, в якій протягом двох сезонів залишався ключовою фігурою в середині поля.
Влітку 2001 року 1,3 мільйони євро за трансфер гравця сплатив мадридський «Атлетіко», якому Мовілья у першому ж сезоні допоміг також здобути підвищення в класі до найвищого іспанського дивізіону.
Першу половину 2004 року провів в оренді у клубі «Реал Сарагоса», встигнувши за цей період здобути титули володаря Кубка і Суперкубка Іспанії. Влітку того ж року уклав повноцінний контракт із «Сарагосою». Захищав її кольори до 2007 року, після чого до 2012 встиг пограти за  «Реал Мурсія» та «Райо Вальєкано».
У вересні 2012 року досвідчений півзахисник повернувся до команди «Реал Сарагоса», за яку і провів останні два сезони своєї кар'єри.

## Титули і досягнення
- Володар Кубка Іспанії (1):

«Реал Сарагоса»: 2003-2004
- Володар Суперкубка Іспанії з футболу (1):

«Реал Сарагоса»: 2004